# كلايف روبرتس
كلايف روبرتس (بالإنجليزية: Clive G. Roberts)‏ هو مجدف بريطاني، ولد في 19 مارس 1958 في كيب تاون في جنوب أفريقيا.

## وصلات خارجية
- كلايف روبرتس على موقع الاتحاد الدولي للتجديف (الإنجليزية)
- كلايف روبرتس على موقع اللجنة الأولمبية الدولية (الإنجليزية)
- كلايف روبرتس على موقع أوليمبيديا (الإنجليزية)
- كلايف روبرتس على موقع اللجنة الأولمبية البريطانية (الإنجليزية)